# Нікітино (Ардатовський район)
Нікі́тино (рос. Никитино, ерз. Никитино) — присілок у складі Ардатовського району Мордовії, Росія. Входить до складу Сілінського сільського поселення.

## Населення
Населення — 22 особи (2010; 31 у 2002).
Національний склад (станом на 2002 рік):
- росіяни — 97 %